# Pannaria fulvescens
Pannaria fulvescens är en lavart som först beskrevs av Camille Montagne och som fick sitt nu gällande namn av William Nylander. 
Pannaria fulvescens ingår i släktet Pannaria och familjen Pannariaceae. Inga underarter finns listade i Catalogue of Life.